# Prostanteròidies
Prostantheroideae és una subfamília d'angiospermes pertanyent a la família de les lamiàcies.

## Taxonomia
La família Lamiaceae, és ben coneguda per les propietats aromàtiques de les seues fulles i tiges. Prostantheroideae és una subfamília de Lamiaceae nativa d'Austràlia.
Basant-se en els resultats d'un recent estudi filogenètic molecular, Prostantheroideae s'ha dividit en les dos tribus, Chloantheae (9 gèneres, 99 espècies) i Westringeae (7 gèneres, 141 espècies). Chloantheae es caracteritza per la presència de successius canviums vasculars, mentre que Westringeae té un ovari lobulat i la inflorescència en forma de raïms. Les seqüències dels gens ndhF trobats als plastidis van ser utilitzats anteriorment per a inferir filogenètic la relació d'aquesta subfamília. No obstant això, la relació intergeneracio dins de les dues tribus va ser mal deduïda. En aquest estudi s'inclouen dades de la seqüència addicional de la regió de l'ADN del cloroplast trnL-F, que inclou l'intró trnL i els espais intergènics entre trnL i trnF. L'objectiu d'aquesta investigació és utilitzar aquest conjunt de dades addicionals, en combinació amb seqüències de ndhF, per a reconstruir una filogènia firme per a Prostantheroideae. S'han analitzat l'ADN total de 24 espècies que representanten tots els gèneres d'aquest grup, i que van ser extrets de teixits d'un herbari. La regió trnLF es va amplificar mitjançant la reacció en cadena de la polimerasa (PCR), seqüenciat i analitzat per reconstruir la relació evolutiva de la subfamília.
Les anàlisis preliminars recolzen fermament la divisió de Prostantheroideae en dues tribus. A més, els conjunts de dades combinades recuperen una filogènia ben definida.

## Tribus
- Chloantheae
- Westringeae